# Caló d'es Moro (Formentera)
La playa Caló d'Es Moro está situada en la isla de Formentera, en la comunidad autónoma de las Islas Baleares, España. 
Es una playa de rocas nudista.